# Pākehā
Pākehā of ook Pakeha is een term die in Nieuw-Zeeland in het algemeen wordt gebruikt om Nieuw-Zeelanders van Britse/Europese afkomst te beschrijven, maar sommige Maori gebruiken het ook algemener ter aanduiding van alle niet-Maori. Het woord werd voor het eerst gebruikt nadat de eerste kolonisten aan het eind van de 18e eeuw het land inkwamen.
In de taal van de Maori is het enkel- en meervoud van Pākehā hetzelfde, maar toen het in het Engels werd gebruikt kreeg het de Engelse meervoudsvorm, Pakehas. Tegenwoordig wordt echter in het Engels steeds meer de originele Maori-vorm, met of zonder de macrons, gebruikt.
Waar het woord Pākehā vandaan komt is niet helemaal duidelijk, maar de meest aannemelijke bron lijkt het woord pākehakeha of pakepakehā, de mythische mensachtigen met lichte huid en haar, die "over de zee" kwamen. Er zijn geen bewijzen voor de theorieën dat het woord een Maori scheldwoord zou zijn.
Gebruikelijke alternatieven voor Pakeha in Nieuw-Zeeland zijn onder andere "New Zealand Europeans" (Nieuw-Zeelandse Europeanen) en "British New Zealanders" (Britse Nieuw-Zeelanders).
De houding van de Europese Nieuw-Zeelanders tegenover de term Pākehā zoals deze op hen wordt toegepast verschilt. Sommigen nemen de term volledig aan als een teken van hun Nieuw-Zeelandse identiteit, als tegenstelling tot de Europese identiteit van hun voorvaders. Anderen zijn het niet eens met de benaming en zeggen dat het neerbuigend is, of dat het wordt gebruikt als een indicatie dat men een buitenstaander is. Degenen die de etnische verschillen willen vermijden noemen alle inwoners van het land "New Zealanders".

## Referentie
1. ↑  Pakeha, its origin and meaning